# Пападаки, Кристина
Кристина Пападаки (греч. Χριστίνα Παπαδάκη; род. 24 февраля 1973, Афины) — греческая теннисистка, выступавшая в соревнованиях с 1990 по 1999 год. После окончания карьеры стала участвовать в профессиональных турнирах за рубежом.

## Карьера
Кристина родилась в семье Деметриоса и Джорджии. Начала играть в теннис в школе Афинского теннисного клуба. В 10 лет она стала чемпионкой Греции в своей возрастной категории, в 1986 году она была второй в Кубке Ролекс. В рейтинге она поднимать до четвёртого места в категории до 14 лет и до двадцатого в категории до 18 лет .
На чемпионатах Греции Кристина становилась первой в одиночном разряде в 1991, 1992, 1993, 1994 и 1995 и второй в 1988, 1989 и 1990 . В женском парном разряде она была первой в 1988 году с партнершей Донусией Панагополу.
В составе национальной сборной она участвовала в Кубке Федерации 1995 года, где одержала 5 побед, в 1996 году — 2 победы и одно поражение, в 1997 году — одна победа и одно поражение, в 1998 году — 2 победы. и 2 поражения, а в 1999 году — одна победа и два поражения.
За свою профессиональную карьеру она участвовала во многих турнирах, включая турниры Большого шлема: Открытый чемпионат Австралии, Ролан Гаррос и Уимблдон .